# トマシュ・ドヴォルザーク
トマシュ・ドヴォルザーク（Tomáš Dvořák トマーシュ・ドヴォジャーク、1972年5月11日 - ）は、チェコの陸上競技選手である。1996年アトランタオリンピックにおける十種競技の銅メダリストである。
世界陸上競技選手権大会で1997年の大会から3大会連続で金メダルを獲得した。また、1999年には、アメリカ合衆国のダン・オブライエンが持っていた8891点の世界記録を破り、8994点の世界新記録を樹立した。

## 実績
- 十種競技
  - 1993年 世界陸上（シュトゥットガルト） 10位
  - 1994年 ヨーロッパ選手権（ヘルシンキ） 7位
  - 1995年 世界陸上（ヨーテボリ） 5位
  - 1996年 アトランタオリンピック 銅メダル
  - 1997年 世界陸上（アテネ） 金メダル
  - 1998年 ヨーロッパ選手権（ブダペスト） 5位
  - 1999年 世界陸上（セビリア） 金メダル
  - 2000年 シドニーオリンピック 6位
  - 2001年 世界陸上（エドモントン） 金メダル
  - 2003年 世界陸上（パリ） 4位
  - 2004年 アテネオリンピック 失格
  - 2005年 世界陸上（ヘルシンキ） 8位
  - 2006年 ヨーロッパ選手権（ヨーテボリ） 12位